# Кам'яногірський заказник
Кам'яногі́рський зака́зник — ландшафтний заказник місцевого значення в Україні. Розташований у межах Голованівського району Кіровоградської області, між селами Синицівка, Кам'яний Брід та Шамраєве.
Площа 293,13 га. Створений рішенням Кіровоградського облвиконкому 2011 року. Перебуває у віданні Синицівської, Кам'янобрідської, Данилово-Балківської та Шамраївської сільських рад.
Охороняється мальовничий природний комплекс на схилах долини правого і лівого берегів річки Синиці. До території заказника входять також нижні частини долин приток Синиці — Таужнянка, Куца Балка та Лісова. По обох берегах є виходи на поверхню кристалічних порід (скелі, валуни), серед яких місцями пробиваються джерела, що формують невеликі струмки. У північній частині заказника розташоване безстічне озеро «Бездонне» завглибшки 2,85 м, яке має підземне живлення та підземний стік.
На території заказника зростають два види рослин, занесених до червоного списку Міжнародного союзу охорони природи, один — до Європейського червоного списку, 7 видів, занесених до Червоної книги України, і 17 видів рослин, які підлягають охороні на території Кіровоградської області.
Тут трапляються 2 види тварин, занесених до Червоної книги України: ксилокопа звичайна (бджола-тесляр) і ящірка зелена.

## Галерея

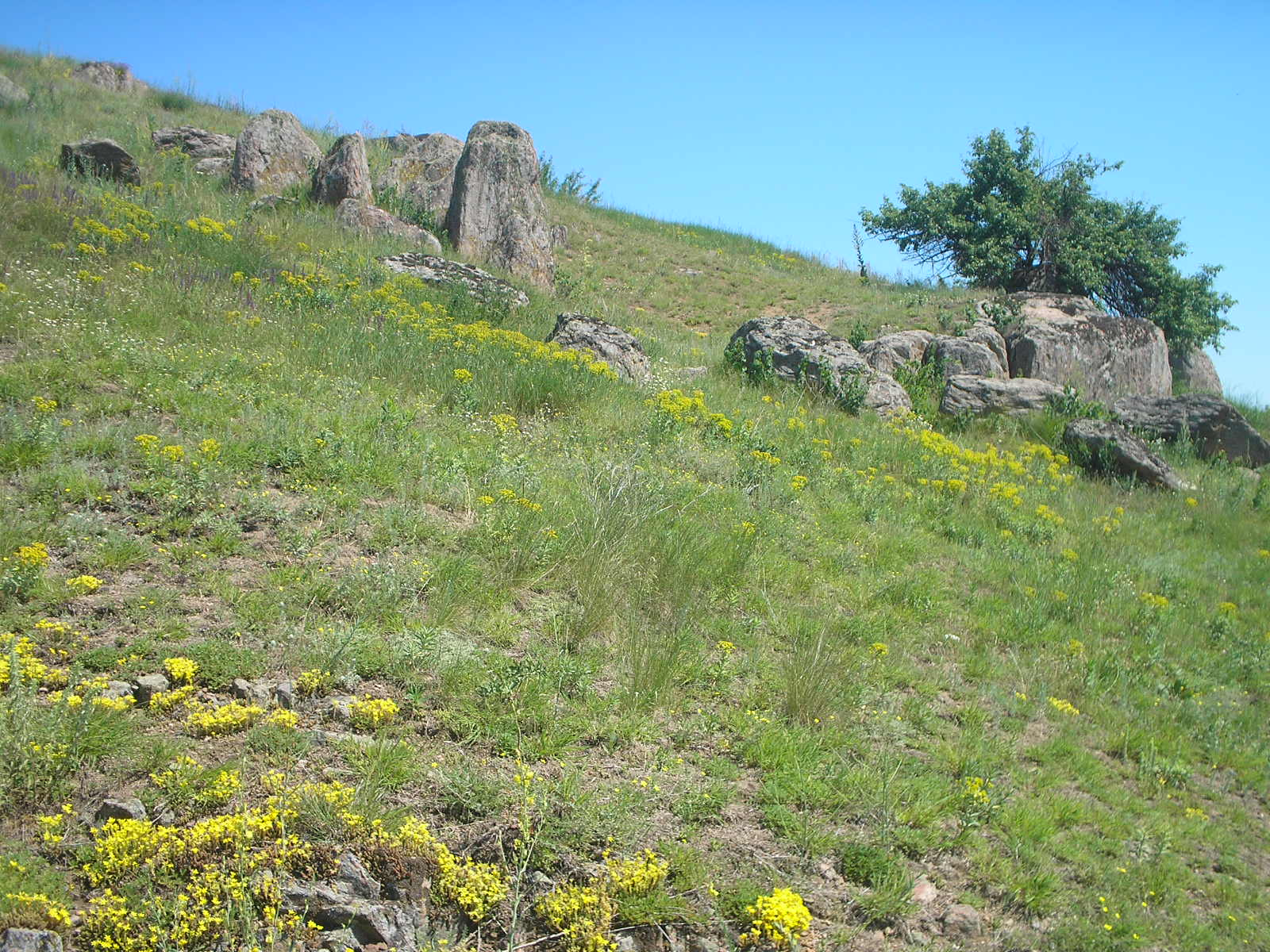
Відслонення гранітів лавні в районі коси Ринковського (травень 2019)
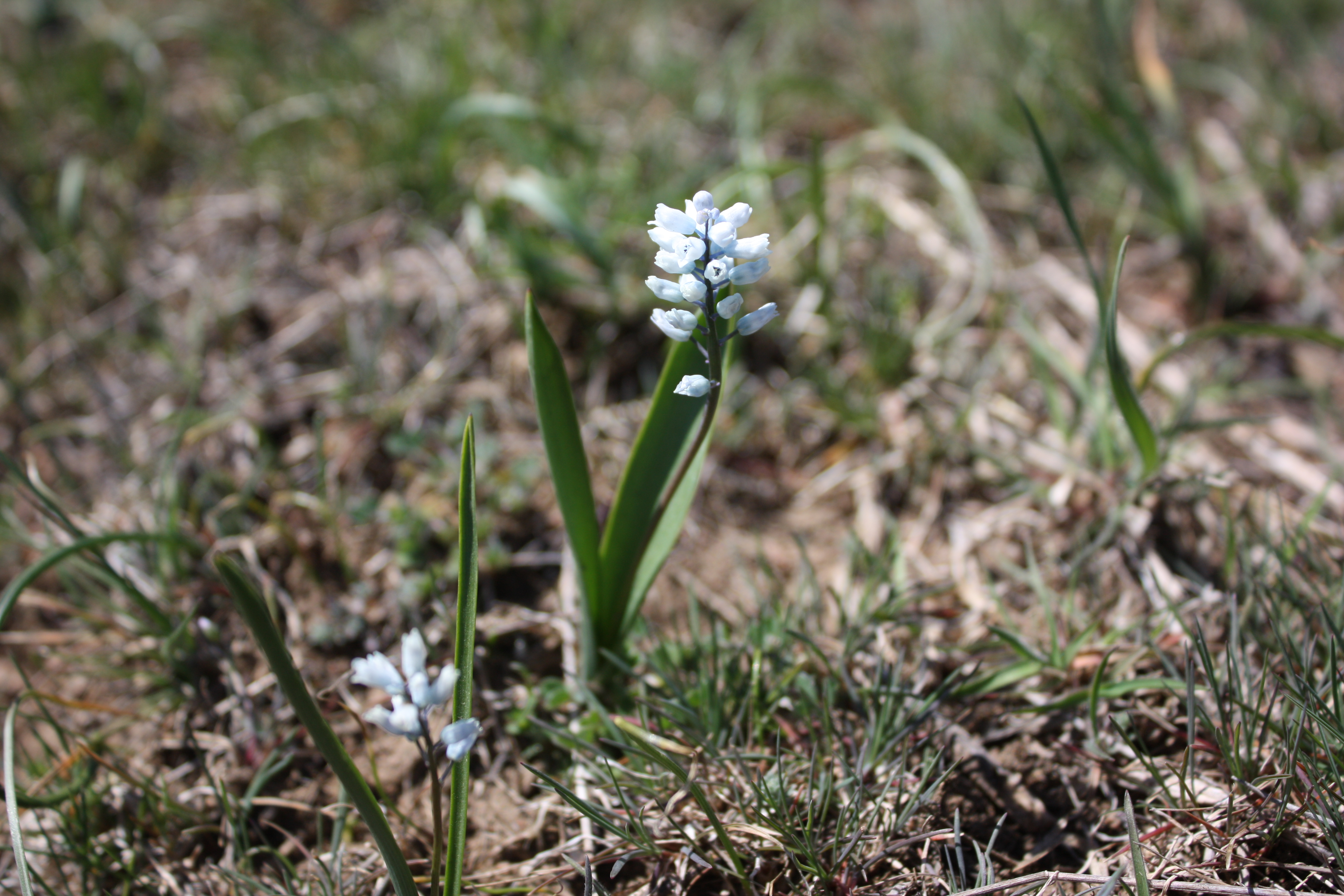
Гіацинтик блідий
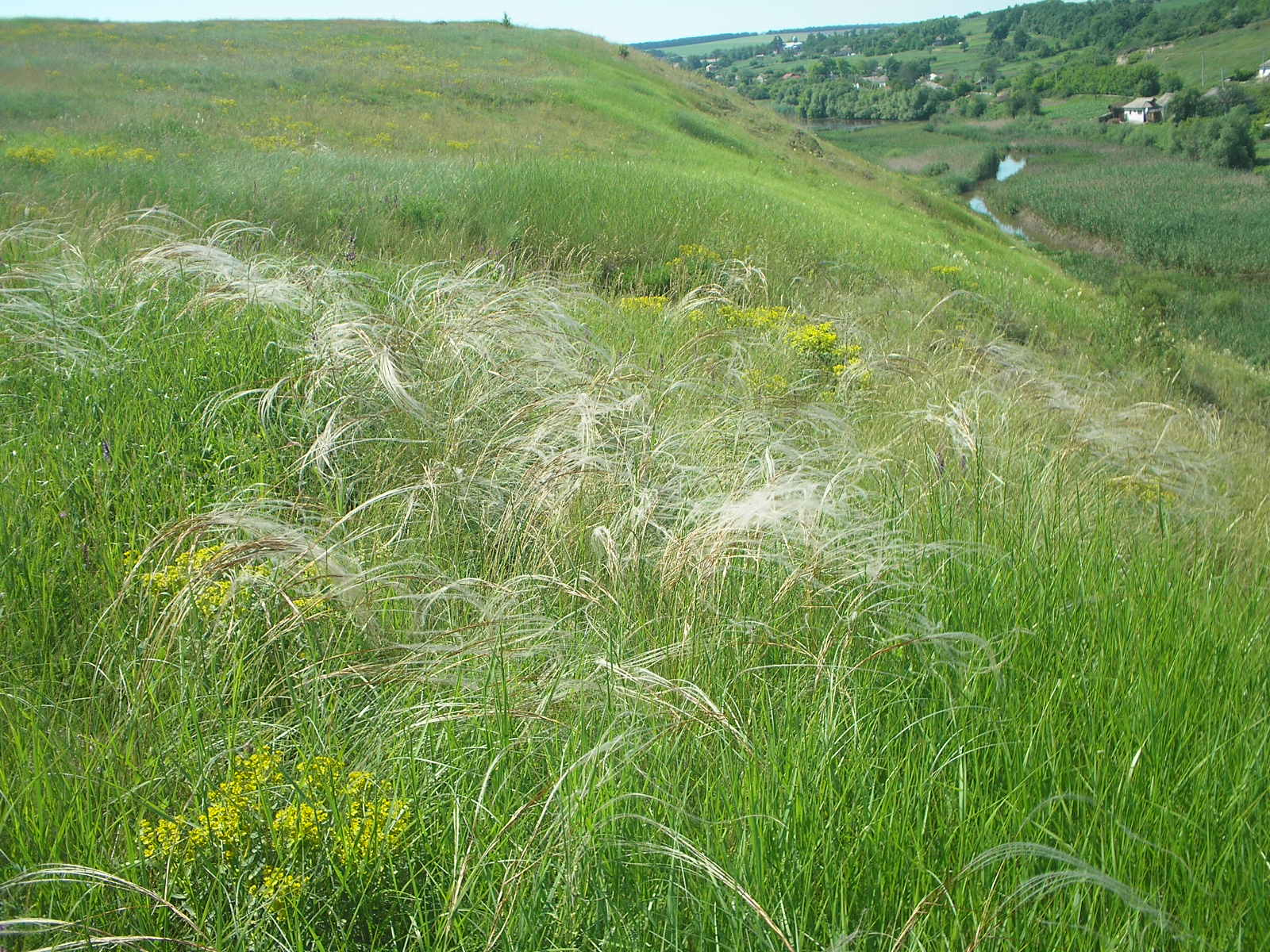
Угруповання ковили пухнастолистої